# شهر ورزشی ملک عبدالله
شهر ورزشی ملک عبدالله جده (به عربی: مدينة الملك عبدالله الرياضية) و (به انگلیسی: King Abdullah Sports City) مجموعه ورزشی در شهر جده در کشور عربستان است.
این مجموعه ورزشی روز پنجشنبه ۱۱ اردیبهشت ۱۳۹۳ برابر با اول می ۲۰۱۴ توسط ملک عبدالله بن عبدالعزیز، پادشاه وقت عربستان سعودی افتتاح شده است.

## هزینه‌های ساخت و بهره‌برداری
هزینه ساخت این مجموعه ورزشی در زمان افتتاح یک میلیارد و ۹۰۰ میلیون ریال سعودی برابر با ۵۶۰ میلیون دلار آمریکا بیان شده‌است. به گفته مهندسان مجری این طرح، ۷ هزار تن آهن، ۷۹ هزار متر کابل، ۶۱هزار متر لوله و انواع تجهیزات مکانیکی و الکترونیکی در ساخت این مجموعه ورزشی مصرف شده‌است.

## وسعت و امکانات
زیر بنای کل مجموعه ورزشی الجوهر در حدود ۳ میلیون متر مربع است. استادیوم اصلی این مجموعه ورزشی با نام ورزشگاه الجوهر گنجایش ۶۲ هزار و ۳۴۵ نفر را دارد به گونه‌ای که همه تماشاگران امکان اتصال به اینترنت بی‌سیم رایگان را دارند.
علاوه بر ۳ زمین فوتبال این مجموعه شامل ۶ زمین تنیس، ۱ مرکز ورزشی برای جوانان و ۱۰ مرکز فروش مواد غذایی است. از جمله دیگر امکانات این مجموعه ورزشی می‌توان به مسجد با ظرفیت هزار نمازگزار و دو نمایشگر بزرگ نام برد.

## برگزاری سوپر کاپ ایتالیا
بازی بین دو تیم یونتوس و میلان ایتالیا در چهارچوب سوپر کاپ ایتالیا در تاریخ ۲۶ دیماه ۱۳۹۷ در این ورزشگاه برگزار شد.